# Gammarus pulex
Espèce
Statut de conservation UICN

 LC  : Préoccupation mineure

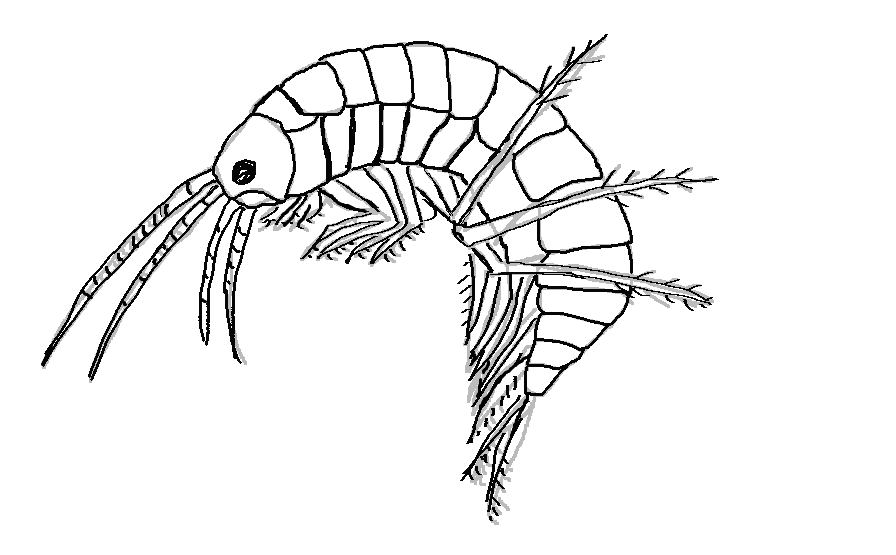
Gammarus pulex

Gammarus pulex (qui pourrait être renommé Rivulogammarus pulex) ou gammare (parfois improprement appelé crevette d'eau douce) est une espèce de crustacés (Malacostraca), amphipode, de la famille des gammaridés, qui vit dans les eaux douces, dures (régions calcaires) et propres. Il peut ou pouvait y atteindre des populations très denses. C'est une source importante de nourriture pour divers organismes aquatiques. Le mouvement constant qu'ils entretiennent, contribue au mélange des couches d'eau et des nutriments dans les eaux lentiques. On le différencie facilement des aselles en ce que les premiers nagent ou se meuvent « de côté » et le corps recroquevillé en position arrondie ; sur le fond, quand ils fuient (ce qui leur permet de se glisser sous les pierres, feuilles mortes, etc.). Mais ils peuvent également - en pleine eau - se mouvoir en position normale, le corps allongé, et le dos vers le haut.

## Description
Taille : L'adulte mesure en moyenne 11 mm de long (et jusqu'à 20 mm pour certains mâles).
Couleur : le corps légèrement translucide est brun à brun-jaune.
La première et seconde paire de pattes antérieures munies de pinces robustes sont appelées gnatopodes (le mâle s'en sert notamment pour s'attacher à la femelle pendant la phase pré-copulatoire et l'accouplement). Ces pattes lui permettent aussi des mouvements brusques face aux prédateurs. Les antennes très développées sont des organes sensoriels lui permettant par le goût et le toucher de détecter sa nourriture.
Les yeux sont composés, et bien qu'assez primitifs, ils offrent probablement au gammare un large champ de vision, lui permettant de mieux détecter ses prédateurs.
Thorax : il comprend a sept paires de jointure jambes, deux paires de récupération sont comme gnathopodes pour saisir, et cinq paires sont pour l'exploration et la natation. 

 Il contient également les branchies. Un exosquelette (souvent qualifié de carapace) chitineux rigide, articulé, protège le thorax et la tête. Le mouvement permanent de certains appendices maintient les branchies en contact avec l'eau qui lui apporte l'oxygène et comme chez tous les amphipodes, cet oxygène n'est pas transporté par de l'hémoglobine à base de fer, mais par un pigment respiratoire à base de cuivre (l'hémocyanine).
Abdomen : il supporte trois paires d'appendices connu sous le nom de pléopodes utilisés pour la nage et la circulation de l'eau quand il reste sur place (pour alimenter les branchies en oxygène). Trois autres paires de pattes dites uropodes servent également à la natation.
Gammarus pulex est reconnaissable aux caractéristiques suivantes :
- Paires d'antennes aussi longues que les antennules
- Segments dorsaux non carénés ou lisses
- Pas de soies sur la partie antérieure du corps
- Yeux (encore appelées ocelles) petites et rondes, non aplaties, non réniformes
- Rames interne du troisième uropode faisant 2/3 de la longueur de la rame externe (critère à observer sous une binoculaire à zoom, permet de le distinguer de son cousin très proche Gammarus fossarum (Koch 1835)

Dimorphisme sexuel : la femelle adulte est généralement deux fois plus petite que le mâle.

## Habitat
Son habitat optimal semble être les cours d'eau des régions calcaires, mais des populations importantes peuvent être trouvées dans certains fossés, lacs et étangs, habituellement plutôt près des berges ou dans les contre-courants et zones caillouteuses ou riches en grosses pierres, mousses et zones d'accumulation de feuilles mortes et débris végétaux. Sa forme profilée lui permet de s'insérer sous les pierres et dans les anfractuosités du gros gravier, voire dans le substrat entre la base des tiges de plantes aquatiques et leurs racines, bien que se nourrissant plutôt sur le fond ou dans la partie supérieure des plantes.
Il tolère, dans une certaine mesure, la pollution de l'eau (en particulier celle en contaminants). En revanche, cette espèce ne tolère pas un faible taux d'oxygène dissous . Ces caractéristiques, et d'autres concernant son fonctionnement biologique et écologique, en font un bon bioindicateur  (par exemple pour évaluer les effets de faibles doses de résidus de médicaments dans l'eau), adapté au biomonitoring de la qualité de l'eau du point de vue du respect des conditions optimales pour la faune aquatique (bon état écologique)

## Alimentation
Il fait partie des déchiqueteurs et des décomposeurs, il se nourrit de débris végétaux ou de petits organismes fixés à ces débris, ainsi que de larves d'invertébrés capturées sur le fond, dans la mousse, sur des algues filamenteuses ou sur des plantes aquatiques. Des cas de cannibalisme sur les gammares juvéniles peuvent être observés lors de trop forte densité et de compétition intraspécifique.

## Comportement
Les groupes s'éparpillent en rafale en nageant avec de petites saccades quand ils sont pris par le courant ou perturbés.
Les gammares sont capables de percevoir la présence de prédateurs ; Anderson & al (1986) ont montré qu'ils deviennent moins actifs et sont moins nombreux à se laisser dériver dans le courant si des chabots (Cottus gobio, l’un de leurs principaux prédateurs) sont introduits dans leur environnement . Indépendamment de la présence ou non de prédateurs, il a été constaté que la taille moyenne des spécimens en dérive G. pulex est plus élevée la nuit que le jour, ce qui va dans le sens de l'hypothèse voulant que les grands individus ont intérêt à se laisser dériver la nuit où les risques de prédation sont moindres que le jour. 

### Reproduction et cycle de vie
Le mâle s'accroche au dessus de la femelle à l'aide de ses gnatopodes, formant ainsi un amplexus. L'accouplement aura lieu après la mue de la femelle.
Les différences de taille peuvent être de plus du double entre femelle et mâle au moment de l'accouplement. Des expériences semblent confirmer l'hypothèse que les mâles sont plus grands en raison d'une contrainte mécanique et non en raison d'une concurrence intrasexuelle. Il a été montré par Adams & Greenwoodn en 1983 que quand, dans un couple de gammare, le mâle est relativement plus grand que la femelle, la performance natatoire du couple est meilleure que dans le cas où un mâle s'accouple à une femelle de même taille. Ceci minimise le risque d'être emporté en aval par le courant.
La femelle porte ses œufs puis les jeunes larves, protégés au creux de sa face ventrale.

## Densité de populations, biomasse
Dans un cours d'eau étudié par Welton (1979) dans le Dorset, les densité de gammares pulex s'accroissent en juin-juillet pour atteindre un maximum (jusqu'à 10 000 individus par mètre carré) en septembre pour chuter en octobre-novembre et tomber à 820 gammares par mètre carré en février.
Les juvéniles sont les plus nombreux toute l'année, et des femelles ovigères ont été trouvées à toutes les époques de l'année. Le sex-ratio est de 1:1 pour les individus matures mais peut varier selon la saison chez les immatures.
La biomasse de gammare est plus élevée (7,l grammes par mètre carré, en poids sec) en septembre et minimale (1,4 g/m2 de poids sec) en mars. 
Dans ce même environnement, la production de gammare par mètre carré et par an a été calculée via deux méthodes, donnant respectivement des valeurs de 12,9 grammes par mètre carré et par an (en poids sec) et 12,8 grammes par mètre carré et par an (en poids sec).
Ils se sont reproduits en plus grand nombre dans les parties du cours d'eau garnies de renoncules aquatiques ou de Callitriches (par rapport aux zones dépourvues de végétation aquatique).

## Parasitisme
Interactions durables : Plusieurs espèces de parasites du groupe des Acanthocéphales utilisent des gammares, et notamment Gammarus pulex, comme hôtes intermédiaires (les hôtes définitifs étant des oiseaux ou des poissons, selon l'espèce du parasite). Ces parasites dits manipulateurs sont capables de modifier le comportement de leur hôte lorsqu'ils ont atteint le stade infectieux : inversion de la phototaxie, diminution du temps passé dans des refuges, modification de la géotaxie, altération de la réponse à une odeur de prédateur, etc. De tels changements ont pour effet de rendre l'hôte plus vulnérable à la prédation, augmentant ainsi la probabilité du parasite d'être transmis à son hôte définitif.